# Bryan Adams (álbum)
Bryan Adams  es el álbum debut homónimo del cantante de rock canadiense Bryan Adams publicado en febrero de 1980 por A&M Records. Mientras que el álbum no fue exitoso en los Estados Unidos, Hidin' From Love alcanzó el puesto 64 y Give Me Your Love alcanzó el puesto 91, ambas en el RPM 100 Singles Chart de Canadá.

## Elaboración del disco
A principios de 1978, Bryan Adams hizo equipo con Jim Vallance formalmente en una banda canadiense llamada Prism para formar un dúo cantautor. A&M contrato a ambos escritores y A&M los firmó como un artista poco después. El trabajo en su álbum debut en 1979 para después publicarlo en febrero de 1980. 
El primer sencillo fue Hidin' from Love en 1980 (nº43 en la lista Billboard Dance) la cual fue seguida por Give Me Your Love y Remember. Aunque el álbum nunca recibió notoriedad alguna en su debut en los Estados Unidos, fue la causa para que se le abrieran las puertas en las radiodifusoras, en tours, con managers, con agentes de negocios musicales en general, interesados en el escritor de 20 años de edad.
El primer tour atravesó Canadá tocando en clubes nocturnos y colegios. Fue en este tiempo en el que Adams inició las composiciones que darían lugar para su segundo disco y en parte reconocido en los Estados Unidos You Want It You Got It de 1981 .

## Lista de canciones
| N.º | Título                 | Escritor(es)                 | Duración |  |
| 1.  | «Hidin' from Love»     | Adams, Vallance, Kagna       | 3:17     |  |
| 2.  | «Win Some, Lose Some»  | Adams, Vallance, Kagna, Dean | 3:47     |  |
| 3.  | «Wait and See»         | Adams, Willis                | 3:05     |  |
| 4.  | «Give Me Your Love»    | Adams                        | 2:54     |  |
| 5.  | «Wastin' Time»         | Adams                        | 3:34     |  |
| 6.  | «Don't Ya Say It»      | Adams, Vallance              | 3:21     |  |
| 7.  | «Remember»             | Adams, Vallance              | 3:41     |  |
| 8.  | «State of Mind»        | Adams, Vallance              | 3:15     |  |
| 9.  | «Try to See It My Way» | Adams, Vallance              | 4:03     |  |

## Interpretaciones por otros grupos
- La canción Wastin' Time fue originalmente escrita por Adams para la banda BTO, y apareció en su álbum de 1979 Rock n' Roll Nights.[1]

- En 1982, Hidin' From Love y Remember fueron versionadas por el grupo británico Rosetta Stone. Su versión de "Hidin' From Love" alcanzó la posición nº46 en la lista RPM 100 Singles de Canadá.

- Scandal (Patty Smyth) grabó "Win Some, Lose Some" para su EP debut publicado en 1982. Fue lanzado como tercer sencillo, pero no alcanzó éxito alguno.